# Asphalt: Urban GT
Asphalt: Urban GT es un videojuego de carreras para la Nintendo DS y la Nokia N-Gage. Fue desarrollado por Gameloft y publicado por Ubisoft, y lanzado el 21 de noviembre de 2004, convirtiéndolo en uno de los títulos de lanzamiento de DS. Tiene soporte para multijugador inalámbrico con hasta cuatro oponentes, y aprovecha el soporte de DS para gráficos 3D (mientras muestra el poder de N-Gage no acelerado para combinar los gráficos de DS), mostrando la acción de tres anglos de cámara. Las repeticiones también están disponibles. La pantalla inferior del DS se utiliza para proporcionar consejos estratégicos e información del jugador.
El juego tiene nueve pistas inspiradas en ubicaciones del mundo real como París y la ciudad de Nueva York. Los 23 autos del juego tienen licencia de fabricantes reales como Lamborghini, Hummer, Volkswagen y otros, y se pueden mejorar con más de 30 complementos.

## Jugabilidad
En este juego se corre por las calles de ciudades modernas en modelos de automóviles con licencia en este juego de carreras de alta tecnología que se puede jugar solo o contra otros competidores. Hasta 4 jugadores pueden competir entre sí en una selección de modos multijugador inalámbricos.
Hay diferentes calles metropolitanas de la ciudad de Nueva York, Miami, Las Vegas, París,Tokio y las calles bordeadas de palmeras en la isla de Cuba, la pista de aterrizaje en el aeropuerto de Bogotá, el terreno arenoso de Chernobyl en Ucrania o un circuito de carreras de Estados Unidos sin nombre.
Se puede un automóvil entre numerosos modelos: Aston Martin, Shelby Cobra Concept, Chevrolet Corvette, Ford GT, Hummer, Jaguar, Lotus Exige, varios Lamborghinis y Volkswagen Beetle y más. Se puede elegir cuánto modificarlo. Cuenta con más de 30 especificaciones del automóvil que se pueden ajustar para el rendimiento o simplemente para el aspecto.
Hay varias vistas de pantalla (también conocidas como "modos de cámara") además del modo de pantalla completa. El modo de pantalla dividida tiene la acción de carrera a todo color en la parte superior, mientras que la parte inferior muestra el mapa de la pista, el progreso y otras estadísticas.

## Recepción
La versión de N-Gage recibió críticas "favorables", mientras que la versión de DS recibió críticas "mixtas", según el agregador de reseñas Metacritic. En Japón, Famitsu le dio a la última versión una puntuación de un seis y tres sietes para un total de 27 de 40.
Recibió una segunda posición en la categoría de premios "Mejor juego para N-Gage" de 2004 de GameSpot, perdiendo ante Colin McRae Rally 2005.

## Legado
Más tarde se lanzó una secuela para el juego. Gameloft más tarde desarrolló más títulos de la serie, la mayoría de ellos fueron lanzados para dispositivos móviles, con Asphalt 4: Elite Racing siendo el primero en ser lanzado para iOS, y Asphalt 5 marca el primer juego de la serie Asphalt que se desarrolló y se lanzó para Android. Una conversión directa de Asphalt 6: Adrenaline titulada  Asphalt 3D para Nintendo 3DS fue lanzada en recepción mixta. Del mismo modo, Asphalt: Injection para PlayStation Vita presentó pistas de Adrenaline y fue lanzado en diciembre de 2011. A partir de Adrenaline, puertos de los juegos para uso personal también se desarrollaron y lanzaron computadoras, aunque solo Adrenaline vio una versión OS X, y los juegos posteriores de la serie se lanzaron para Windows 8. En septiembre de 2014, se lanzó un spin-off gratuito llamado Asphalt Overdrive para iOS y Android. A diferencia de los títulos anteriores de la serie, el juego se presenta como un "endless runner" en la línea de Temple Run y Subway Surfers, y no ofrece un modo de carrera tradicional.